# Caroline Spies
Caroline Spies (* 2. Juli 2002 in Zwingen) ist eine Schweizer Eishockeytorhüterin, die seit Mai 2023 bei den HC Davos Ladies in der Schweizer Women’s League unter Vertrag steht und  Mitglied der Schweizer Eishockeynationalmannschaft der Frauen ist.

## Karriere
Spies wuchs in Zwingen im Kanton Basel-Landschaft auf und begann ihre Eishockeykarriere in der Knabenmannschaft des EHC Laufen. Zur gezielten Förderung ihres Talents wechselte sie später in die Nachwuchsabteilungen des EHC Basel. Im Alter von 15 Jahren schloss sie sich dem EV BOMO Thun an und debütierte in der höchsten Spielklasse des Schweizer Fraueneishockeys, der heutigen Women’s League.
Zwischen 2017 und 2020 war Spies Mitglied der Schweizer U18-Nationalmannschaft und nahm an mehreren internationalen Turnieren teil. Parallel dazu spielte sie bei den Junioren des EHC Basel und in der Frauenmannschaft des EV BOMO Thun. 2018 absolvierte sie ihr erstes Spiel für A-Nationalmannschaft und gehört seither zum erweiterten Nationalkader. Dabei nahm sie unter anderem an den Weltmeisterschaften 2021 und 2023 teil.
Zur Saison 2021/22 wechselte Spies zum SC Langenthal, der zu diesem Zeitpunkt in der Swiss Women’s Hockey League B spielte. In der folgenden Saison gelang ihr mit dem Team der Gewinn der Meisterschaft und der Aufstieg in die höchste Liga.
Ein bedeutender Höhepunkt ihrer Karriere war die Teilnahme an den Olympischen Winterspielen 2022 in Peking, bei denen sie jedoch als dritte Torhüterin ohne Einsatz blieb. 
Seit 2023 steht Spies bei den HC Davos Ladies unter Vertrag und bildet dort zusammen mit Jessica Streicher das Torhüterduo. In der Saison 2024/25 gewann sie mit dem Team die Bronzemedaille in der Women’s League. Parallel zu ihrer sportlichen Laufbahn begann sie in Davos eine Ausbildung zur Physiotherapeutin.

## Erfolge und Auszeichnungen
- 2022 Meisterin der Swiss Women’s Hockey League B und Aufstieg in die Women’s League mit dem SC Langenthal